# Štefan Vevar
Štefan Vevar (* 27. November 1953 in Slovenj Gradec, Slowenien) ist ein slowenischer Übersetzer, der für die Übertragung deutschsprachiger Klassiker ins Slowenische bekannt ist.

## Ausbildung
Unterbrochen durch eine intensive Sportphase hat Vevar seit frühester Jugend viel gelesen. Er studierte Germanistik und Anglistik an der Universität Ljubljana. Titel seiner Magisterarbeit ist Die grundlegenden Aspekte und Prinzipien der literarischen Übersetzung mit der er 1978 sein Studium abschloss. Die Arbeit ist später auch als Monografie erschienen. Nach Wehrdienst und Studium begann er in der Bibliothek Delavska knjižnica zu arbeiten, wo er 1982 professionell literarische Texte zu übersetzen begann. 1999 schloss er das Studium mit einer Dissertation ab. 2003 bis 2008 arbeitete Vevar als Assistent an der Abteilung für Übersetzung der Universität Ljubljana.

## Übersetzer
Durch den Übersetzerkollegen Janko Moder und den Redakteur des Verlags Mladinska knjiga Aleš Berger erfährt er intensive Unterstützung bei den ersten Übersetzungen. Wichtig für Vevars Motivation war vor allem die Übersetzung von Die letzte Welt von Christoph Ransmayr.
Vevar beschäftigte sich mit einer großen Bandbreite an Texten. Er übersetzte historische, kunsthistorische und philosophische Texte von Paul Parin, Hans Belting, Kurt Blaukopf, Max Weber oder Peter Sloterdijk. Er übersetzte bedeutende deutschsprachige Autoren wie Johann Wolfgang von Goethe, Friedrich Schiller, Theodor Fontane, Robert Musil, Franz Kafka, W. G. Sebald, Thomas Bernhard, Christoph Ransmayr, Robert Schneider, Arno Geiger, Maja Haderlap oder Lutz Seiler. Daneben übersetzte er auch Kinderbücher des Autorenduos Thomas Brix und Anja Kömmerling oder von Janosch.
Auch aus dem Englischen übersetzte Vevar einige Bücher.

Vevar ist eigentlich der Meinung, dass man Übersetzen nicht schulisch lernen könne. Dennoch gibt er gerne seine Erkenntnisse und seine Erfahrung weiter. Wichtig für einen guten Übersetzer seien vor allem Talent, Lese-Erfahrung und Fleiß. Weiter führt Vevar in einem Interview aus:
„Man muss sich bewusst sein, dass man nicht von Papier auf Papier übersetzt, sondern aus einer literarischen Situation in eine literarische Situation, wir übersetzen die Wirkung, und nicht Wörter, Sätze, Kontext. Dieser Übergang ist sehr wichtig, da es sich sonst nicht um einen gleichwertigen Text handelt. Das ist mehr als Gleichheit, denn die gibt es nicht. Gleichwertigkeit bedeutet, dass die Wirkung auf der linken Seite der Waage ungefähr gleich wie die auf der rechten Seite ist. Früher dachte ich mir beim Übersetzen, wo ich etwa nicht weiter wusste: ‚dort steht es ja auch so, ich mache das Gleiche – ich weiß zwar nicht ganz warum …‘. Jetzt weiß ich, dass man sich eine Vorstellung machen muss, auch wenn sie nicht immer ganz richtig ist, und dann im Zusammenhang mit dieser übersetzen.“
2002 bis 2006 war Vevar Präsident des Verbands slowenischer Literaturübersetzer.
Vevar arbeitet am Slowenischen Theaterinstitut und hat zur slowenischen Theatergeschichte mehrere Texte veröffentlicht.

## Publikationen (Auswahl)

### Werke und Artikel
- Štefan Vevar: Temeljni aspekti in principi teorije literarnega prevajanja (dt. Grundlegende Aspekte und Prinzipien der Theorie der literarischen Übersetzung). Študentska založba, 2000, ISBN 961-6356-52-6 (slowenisch).[4]
- Štefan Vevar: Fenomen Goethe: njegova estetika in poetika med originalom in slovenskim prevodom (dt. Das Phänomen Goethe: Seine Ästhetik und Poetik zwischen Original und slowenischer Übersetzung). Literarno-Umetniško Društvo Literatura, Ljubljana 2012, ISBN 978-961-6717-71-7 (slowenisch).[4]
- Štefan Vevar: Fried-Übersetzung als Übung in der Stilökonomie. In: Johann Georg Lughofer (Hrsg.): Erich Fried. Interpretationen, Kommentare, Didaktisierungen. Internationale Lyriktage der Germanistik Ljubljana. Praesens-Verlag, Wien 2012, ISBN 978-3-7069-0673-9.
- Štefan Vevar: Vrvohodska umetnost prevajanja (dt. Die Seilkunst der Übersetzung). Cankarjeva založba, Ljubljana 2013, ISBN 978-961-231-961-8 (slowenisch).[6]

### Übersetzungen aus dem Deutschen ins Slowenische
- Paul Parin: Zanesljiva znamenja spreminjanja (leta v Sloveniji). Založba Mladinska knjiga, Ljubljana 1989, ISBN 86-11-02337-4 (slowenisch, Originaltitel: Untrügliche Zeichen von Veränderung.).
- Christoph Ransmayr: Poslednji svet: z Ovidovim repertoarjem. Mladinska knjiga, Ljubljana 1990, ISBN 86-11-06023-7 (slowenisch, Originaltitel: Die letzte Welt.).
- Robert Musil: Tri ženske. Mohorjeva Založba, Celovec / Dunaj / Ljubljana 1992, DNB 940601249 (slowenisch, Originaltitel: Drei Frauen.).
- Theodor Fontane: Gospa Jenny Treibel. Založba Mladinska knjiga, Ljubljana 1992, ISBN 86-11-07575-7 (slowenisch, Originaltitel: Frau Jenny Treibel.).
- Janosch: Povej no, mama, kdo dela otroke! Založba Mladinska knjiga, Ljubljana 1994, ISBN 86-11-10785-3 (slowenisch, Originaltitel: Mutter sag, wer macht die Kinder?).
- Novalis: Svet so sanje, sanje svet: izabrano delo. Mladinska knjiga, Ljubljana 1995, DNB 949873411 (slowenisch, Originaltitel: Traum und Welt. Eine Auswahl aus Novalis' Dichtungen, Briefen, Tagebüchern, Fragmenten.).
- Robert Schneider: Sestra sna. Mohorjeva Založba, Celovec / Ljubljana / Dunaj 1995, ISBN 3-85013-264-1 (slowenisch, Originaltitel: Schlafes Bruder.).
- Adalbert Stifter: Pozno poletje. Mihelač, Ljubljana 1996, ISBN 961-201-156-7 (slowenisch, Originaltitel: Der Nachsommer.).
- Johann Wolfgang von Goethe: Učna leta Wilhelma Meistra. Založba Mladinska knjiga, Ljubljana 1998, DNB 960114777 (slowenisch, Originaltitel: Wilhelm Meisters Lehrjahre.).
- Jurek Becker: Lažnivec Jakob: roman. Mohorjeva Založba, Celovec / Ljubljana / Dunaj 1998, ISBN 3-85013-534-9 (slowenisch, Originaltitel: Jakob der Lügner.).
- Hermann Broch: Mesečniki. Cankarjeva Založba, V Ljubljani 1999, ISBN 961-231-118-8 (slowenisch, Originaltitel: Der Schlafwandler.).
- Günter Grass: Mačka in miš. Didakta, Radovljica 2000, ISBN 961-6363-12-3 (slowenisch, Originaltitel: Katz und Maus.).
- Erich Fried: Ljubiti se z vse boljšim orožjem: izbrane pesmi (dt. Sich lieben mit immer besseren Waffen: ausgewählte Gedichte). Mohorjeva, Celovec 2001, ISBN 3-85013-812-7.[7]
- Johann Wolfgang von Goethe: Ausgewählte Gedichte. Založba Mladinska knjiga, Ljubljana 2002, ISBN 86-11-16334-6.
- Friedrich Schiller: O estetski vzgoji človeka: v vrsti pisem. Študentska Založba, Ljubljana 2003, ISBN 961-6446-39-8 (slowenisch, Originaltitel: Über die ästhetische Erziehung des Menschen.).
- Sten Nadolny: Odkritje počasnosti. Cankarjeva Založba, Ljubljana 2004, ISBN 961-231-407-1 (slowenisch, Originaltitel: Die Entdeckung der Langsamkeit.).
- Heinrich Heine: Ausgewählte Gedichte (zweisprachig deutsch und slowenisch). Mladinska knjiga Založba, Ljubljana 2004, ISBN 86-11-16808-9.
- Thomas Brinx, Anja Kömmerling: Same kokoši - razen Ruby. DZS, Ljubljana 2004, ISBN 86-341-3778-3 (slowenisch, Originaltitel: Alles Hühner - außer Ruby!).
- Thomas Brinx, Anja Kömmerling: Presneti Larry! DZS, Ljubljana 2005, ISBN 86-341-3977-8 (slowenisch, Originaltitel: So ein Larry!).
- Anja Kömmerling, Thomas Brinx: E-mail s poljubom. DZS, Ljubljana 2007, ISBN 978-86-341-4094-1 (slowenisch, Originaltitel: E-Mail mit Kuss.).
- Johann Wolfgang von Goethe: Poezija in resnično: iz mojega življenja. Študentska Založba, Ljubljana 2007, ISBN 978-961-242-120-5 (slowenisch, Originaltitel: Aus meinem Leben. Dichtung und Wahrheit. Autobiografie.).
- Franz Kafka: Preobrazba in druge zgodbe. Študentska Založba, Ljubljana 2008, ISBN 978-961-242-165-6 (slowenisch, Originaltitel: Die Verwandlung und andere Geschichten.).
- Arno Geiger: Dobro se imamo. Študentska Založba Litera, Maribor 2008, ISBN 978-961-6604-55-0 (slowenisch, Originaltitel: Es geht uns gut.).
- Franz Kafka: Opis nekega boja in druge zgodbe. Študentska Založba, Ljubljana 2009, ISBN 978-961-242-257-8 (slowenisch, Originaltitel: Beschreibung eines Kampfes und andere Erzählungen.).
- Franz Kafka: Pismo očetu in druga kratka proza. Študentska Založba, Ljubljana 2010, ISBN 978-961-242-317-9 (slowenisch, Originaltitel: Brief an den Vater und andere Kurzprosa.).
- Christoph Ransmayr: Leteča gora. Študentska Založba Litera, Maribor 2010, ISBN 978-961-6780-35-3 (slowenisch, Originaltitel: Der fliegende Berg.).
- Franz Kafka: Fragmenti iz zvezkov in z lističev. Ljubljana : Študentska Založba, Ljubljana 2011, ISBN 978-961-242-391-9 (slowenisch, Originaltitel: Fragmente aus Heften und losen Blättern.).Robert Musil: Zgodbe, ki to niso. Hrsg.: Walter Fanta. Študentska založba, Ljubljana 2012, ISBN 978-961-242-505-0 (slowenisch, Originaltitel: Geschichten, die keine sind.).
- Peter Sloterdijk: Navidezna smrt v mišljenju: o filozofiji in znanosti kot vaji. Teološka fakulteta Univerze v Ljubljani, Ljubljana 2012, ISBN 978-961-6844-11-6 (slowenisch, Originaltitel: Scheintod im Denken.).
- Maja Haderlap: Angel pozabe. Študentska Založba Litera, Maribor 2012, ISBN 978-961-6780-74-2 (slowenisch, Originaltitel: Engel des Vergessens.).
- Wunibald Müller: Za vse življenje? Ko življenjske odločitve zaidejo v krizo. Celjska Mohorjeva družba, Celje / Ljubljana 2016, ISBN 978-961-278-266-5 (slowenisch, Originaltitel: Für immer - geht das? Wenn Lebensentscheidungen in eine Krise geraten.).
- Vladimir Vertlib: Nenavadni spomin Roze Mazur. Študentska založba Litera, Maribor 2017, ISBN 978-961-6949-26-2 (slowenisch, Originaltitel: Besondere Gedächtnis von Rosa Masur.).
- Christoph Ransmayr: Cox ali Tok časa. Cankarjeva založba, Ljubljana 2018, ISBN 978-961-282-328-3 (slowenisch, Originaltitel: Cox.).
- Winfried Georg Sebald: Saturnovi prstani: angleško popotovanje. Beletrina, Ljubljana 2020, ISBN 978-961-284-242-0 (slowenisch, Originaltitel: Die Ringe des Saturn.).
- Thomas Bernhard: Mraz. Beletrina, Ljubljana 2016, ISBN 978-961-284-160-7 (slowenisch, Originaltitel: Frost.).
- Matthias Reiner (Hrsg.): Najlepše basni: ilustracijah Reinharda Michla. Narava, Kranj 2020, ISBN 978-961-7031-06-5 (slowenisch, Originaltitel: Die schönsten Fabeln.).
- Lutz Seiler: Kruzo. Sodobnost International, Ljubljana 2017, ISBN 978-961-6970-85-3 (slowenisch, Originaltitel: Kruso.).

### Übersetzungen aus dem Englischen ins Slowenische
- Ko lebdijo mize. Založba Mladinska knjiga, Ljubljana 1990, ISBN 86-11-04507-6 (slowenisch, Originaltitel: Power of the mind.).
- Frederic V. Grunfeld: Igre sveta: zgodovina, igre, naredimo sami. Bildband. DZS, Ljubljana 1993, ISBN 86-341-1088-5 (slowenisch, Originaltitel: Games of the World. Übersetzt von Stefan Vevar).

### Herausgeber
- Štefan Vevar (Hrsg.): Johann Wolfgang von Goethe. Založba Mladinska knjiga, Ljubljana 2002, ISBN 86-11-16334-6 (slowenisch, Originaltitel: Johann Wolfgang von Goethe.).
- Heinrich Heine: Heinrich Heine (Gedichte. Deutsch und Slowenisch). Hrsg.: Štefan Vevar. Mladinska knjiga Založba, Ljubljana 2004, ISBN 86-11-16808-9 (slowenisch).

## Auszeichnungen
- 1995 Stipendium der Landeshauptstadt Stuttgart für ein Präsenz-Stipendium im Stuttgarter Schriftstellerhaus[8]
- 1999 Sovre-Preis (Slowenischer Nationalpreis für literarische Übersetzung) für die Übersetzung von Goethes Wilhelm Meisters Lehrjahre[3][9]
- 2016 Ausgezeichnet wurde Vevar für seine Übersetzung von W. G. Sebalds Buch "Die Ringe des Saturn" ins Slowenische: W. G. Sebald: Saturnovi prstani, Beletrina, 2016.[2]
- 2017 Erster Fabjan-Hafner-Preis von Goethe-Institut Ljubljana, Literarischem Colloquium Berlin (LCB) und Robert-Musil-Institut für die Übertragung von Sebalds Die Ringe des Saturn. Dieser Preis ist mit einem einmonatigen Aufenthalt am LCB verbunden.[2][9][10][6]
- 2019 Österreichischen Staatspreis für literarische Übersetzung für seine Übersetzungen österreichischer Literatur ins Slowenische[5][9][11]